# 跟踪孔令学
《跟踪孔令学》（英語：Tracks Kong Lingxue）是2011年中國悬疑喜剧片，导演张骁，主演范伟、孙宁。

## 剧情
“孔令学”是一名语文老师，一次在课堂上，他没收了一个同学“刘萌”的手机，结果女生和男生为了拿回手机，开始跟踪他，从而引发一系列事件。

## 演出
| 演员   | 角色   | 备注         |
| 范伟   | 孔令学 |              |
| 孙宁   | 丽丽   | 孔令学妻子。 |
| 马伊琍 | 杨秋月 |              |
| 白卉子 | 刘萌   |              |
| 支一   | 阿祥   |              |
| 冯大伟 | 邱子   |              |
| 闫嘉洢 | 孔傲雪 |              |
| 叶骏莹 |        | 孔傲雪妹妹。 |
| 关小平 |        | 刘萌父亲。   |

## 制作
该片的主题是“老师和学生如何‘沟通’”。拍摄于辽宁省沈阳市、本溪市。
该片在内部放映时，据称赢得了郎永淳、路一鸣、王良等央视知名主持人的赞誉。
《沈阳晚报》评价该片是“范伟最差的电影”。